# Macrocyrtus
Macrocyrtus är ett släkte av skalbaggar. Macrocyrtus ingår i familjen vivlar.

## Dottertaxa tillMacrocyrtus, i alfabetisk ordning[1]
- Macrocyrtus auroanulatus
- Macrocyrtus benguetanus
- Macrocyrtus castaneus
- Macrocyrtus castanopterus
- Macrocyrtus contractus
- Macrocyrtus erosus
- Macrocyrtus hieroglyphicus
- Macrocyrtus ilocanus
- Macrocyrtus impressimaculatus
- Macrocyrtus impressipennis
- Macrocyrtus kalinganus
- Macrocyrtus montanus
- Macrocyrtus multipunctatus
- Macrocyrtus negrito
- Macrocyrtus nigrans
- Macrocyrtus pseudopolitus
- Macrocyrtus subcostatus
- Macrocyrtus trilineatus
- Macrocyrtus trivittatus